# Луїджі Поджі
Луїджі Поджі (італ. Luigi Poggi; 25 листопада 1917, П'яченца, королівство Італія — 4 травня 2010, Рим, Італія) — італійський куріальний кардинал і ватиканський дипломат. Титулярний архієпископ Форонтоніани з 3 квітня 1965 по 26 листопада 1994 року. Апостольський делегат у Центральній Африці 3 квітня 1965 року по 31 жовтня 1966 року. Апостольський про-нунцій в Камеруні з 31 жовтня 1966 по 21 травня 1969. Апостольський про-нунцій в ЦАР з 4 листопада 1967 по 21 травня 1969. Апостольський нунцій в Перу з 21 травня 1969 по 1 серпня 1973. Апостольський нунцій в Італії з 19 квітня 1986 р. про-бібліотекар Святої Римської Церкви з 9 квітня 1992 по 26 листопада 1994. Архіваріус і бібліотекар Святої Римської Церкви з 26 листопада 1994 по 7 березня 1998. 2005. Кардинал-протодиякон з 26 лютого 2002 по 24 лютого 2005. Кардинал-священик з титулом церкви Сан-Лоренцо-ін-Лучіна з 24 лютого 2005 року.